# 池田幾三
池田 幾三（いけだ いくぞう、1935年12月10日 - 、本名同じ）は、大阪府堺市出身の放送作家・ラジオパーソナリティー。新野新と「ペン企画」主宰。B型。既婚、1男1女あり。兵庫県西宮市在住。

## 来歴・人物
滋賀県近江八幡市生まれ。父は菓子屋でパンを売っていた。大阪府堺市浜寺公園の海辺で
1歳から約40年を暮らす。浜寺水練学校出身。浜寺昭和小学校、浜寺中学校、大阪府立三国丘高校（6期）卒業。1954年4月、早稲田大学文学部演劇科入学。印南高一ゼミに所属。1959年3月、卒業。映画の脚本家を目指し松竹大船撮影所での入社試験を受け、大島渚の助監督になる予定が、試験当日に寝過ごしてしまい映画を諦める。印南にテレビの構成放送作家を薦められ、1959年4月に東宝テレビ部入社。山路洋平、新野新ともに、東宝の三羽烏と呼ばれた。花登筺のもとで修行。結婚後の1964年に長男が生れる。174cm。股下77cm。喫煙者（喫煙歴62年）。
「パンチDEデート」（関西テレビ）での桂三枝（現・六代桂文枝）・西川きよしの『一目あった、その日から恋の花咲くことも有る、見知らぬアナタに……パンチでデート！』のキャッチコピーは池田の最初のヒット作となる。「霊感ヤマカン第六感」「世界一周双六ゲーム」（ともにABC）などのクイズ番組、「鶴瓶と花の女子大生」（関西テレビ）などの視聴者参加型番組、「あまからアベニュー」（MBS）などのグルメ情報番組、「和朗亭」「ABCヤングプラザ」「枝雀寄席」「ざこば・鶴瓶らくごのご」（ともにABC）などの演芸番組と言ったように多岐に渡る番組構成や演出から、テレビドラマ脚本・演芸台本までも手がける。
1979年4月KBS京都ラジオで「池田幾三のザ・トゥディー(月〜金・午前9時半〜11時50分)」のラジオパーソナリティーとしてデビュー、豊富な人生経験がにじみでる、丁寧な話術で人気を呼ぶ。のちに「ザ・トゥディー」はテレビラジオ同時放送となり、1986年9月末で放送終了。
1993年KBS京都のラジオ番組「和多田勝の週刊金曜日」の和多田勝が病気で降板(翌年、急逝)。その穴埋めにパーソナリティーとしてKBSラジオへ復帰。2002年12月まで番組名を「池田幾三の週刊金曜日」「京都大好きラジオ・金曜版」「池田幾三のおたすけラジオ」と名前を変えながら金曜日の午後の名物パーソナリティーとして復活。
また関西放送作家きってのグルメとして知られ、テレビに裃を着て「なべ奉行」として出演した事も有る。KBS京都ラジオ番組でラジオのリスナーとの食事会「グルメ三昧」をKBS京都営業グループと企画し、毎月最終金曜日に和洋中・料亭からレストラン・ホテルを会場にリスナーと食べ歩く。またリスナーとの観光ツアーを阪急交通社と企画して北欧などにリスナーと旅行している。
酒井澄夫は、大学で同じクラスで同級生。
現在も、構成・放送作家として活躍する傍ら、KBS京都ラジオ土曜午後の「池田幾三のちょっと・サタデー」のパーソナリティーを勤める。
小学校の時、近江八幡市武佐町に2年間疎開していた。敗戦翌年の1946年に堺に戻ってきた。その時に見たアメリカ人のかっこ良さから、今でもアメリカ人コンプレックスである。
鯨を食べるのが大好きで、おでんにはコロは必ず入れる。和歌山の太地町の近くまでまとめ買いしに行くほどである。鶏の皮も好物である。シロウオの踊り食いも過去に2回したことがある。

## 出演番組

### テレビ
- とっぴもナイト（KBSテレビ）
- 鋭一・幾三のゴルフ丼（サンテレビ）
- ナイトinナイト（ABC）

### ラジオ
- 池田幾三の旅にいくぞ〜!（KBS京都ラジオ・金曜 15:00〜16:35）
- 池田幾三のザ・トゥディー(KBS京都ラジオ)
- それゆけ!（MBS・水曜日担当）
- 水にまつわるエトセトラ（KBS京都ラジオ・金曜　17：55～18：00）